# 式守伊之助 (12代)
12代 式守 伊之助（じゅうにだい しきもり いのすけ、安政6年6月15日（1859年7月14日） - 昭和12年（1937年）12月25日）は、大相撲の立行司。本名は小島勘治郎。出身地は現在の愛知県名古屋市緑区鳴海。

## 人物
1874年に高砂浦五郎の改正組に行司として参加、初めは木村官司と名乗った。高砂の東京相撲復帰と同時に加入。1878年5月に番付に初めて載った。1880年5月に木村小市と改名。1895年1月に幕内格、1902年1月に三役格。1908年5月に木村誠道（2代目）に改名した。
1914年3月の11代式守伊之助の死去を受け同年5月は誠道の名のままで次席となり、1915年1月に12代式守伊之助を襲名した。「見越し軍配の名人」と評された。1921年の夏場所後の11月に引退を表明。引退後は相撲茶屋や映画館を経営した。1937年12月25日死去。享年79。

## その他
- 1914年3月に11代式守伊之助が死去した後、本来夏場所で式守伊之助を襲名すべきだったが、伊之助を襲名すると早死すると恐れられたため(6代伊之助）襲名を遠慮した。協会も了承し伊之助の名義は削除され誠道が次席となった。その後祟りを払おうと追弔会を催し、1915年1月より伊之助を襲名した。これ以降庄之助が首席、伊之助が次席として掲載されるようになった。
- 「見越し軍配の名人」というのは踏み切りや投げが決まったとみて勝負が決まる前に軍配を挙げてしまうことが多かったことによる。1912年1月には国見山と四海波の取組で、四海波の寄りを国見山がこらえて寄り返したが、その前に軍配を四海波に挙げて問題となり、草履剥奪の話となったが結局進退伺の提出で済んでいる。このようにあまり裁きの評判はよくなかった。